# Maria Pasło-Wiśniewska
Maria Pasło-Wiśniewska (ur. 27 marca 1959 w Szamotułach) – polska ekonomistka, bankowiec i polityczka, w latach 2005–2007 posłanka na Sejm V kadencji.

## Życiorys
Absolwentka VIII Liceum Ogólnokształcącego im. Adama Mickiewicza w Poznaniu oraz studiów ekonomicznych na Akademii Ekonomicznej w Poznaniu. Studia podyplomowe ukończyła w Kellogg School of Management na Northwestern University w Chicago.
W 1983 rozpoczęła pracę w Oddziale Narodowego Banku Polskiego w Poznaniu. Po trzech latach przeniesiono ją do Oddziału Wojewódzkiego NBP, gdzie zajmowała się problematyką kredytową. W 1988 została zaproszona przez pełnomocnika ds. zorganizowania Wielkopolskiego Banku Kredytowego Franciszka Pospiecha do zespołu, którego zadaniem było utworzenie banku komercyjnego w Poznaniu. W WBK była dyrektorką departamentu kredytów, następnie do 1996 pełniła funkcję wiceprezesa zarządu. W 1997 objęła stanowisko prezesa Towarzystwa Funduszy Powierniczych „Skarbiec”. W latach 1998–2003 była prezesem zarządu Banku Pekao. W latach 2008–2011 zasiadała w radzie nadzorczej Allianz Bank Polska. W 2015 weszła w skład rady nadzorczej Orange Polska.
Dwukrotnie znalazła się na liście dwudziestu pięciu najbardziej wpływowych kobiet Europy, ogłaszanej przez „The Wall Street Journal”. W 2003 znalazła się na liście „25 Stars of Europe” tygodnika „Business Week”. Została wykładowczynią na Uniwersytecie Warszawskim oraz na Uniwersytecie Gdańskim, a także przewodniczącą rady konsultacyjnej Konfederacji Lewiatan, prezesem zarządu spółki Central European Pharmaceutical Distribution (CEPD), przewodniczącą rady programowej Polskiego Instytutu Dyrektorów oraz międzynarodowym doradcą The Conference Board.
W 2005 uzyskała mandat poselski z listy Platformy Obywatelskiej w okręgu poznańskim. W wyborach samorządowych w 2006 była kandydatką PO na prezydenta Poznania. W pierwszej turze zajęła drugie miejsce za dotychczasowym prezydentem Ryszardem Grobelnym, w drugiej turze przegrała z nim, otrzymując 41,17% głosów. Nie ubiegała się o reelekcję w wyborach parlamentarnych w 2007.

## Odznaczenia
W 2004 otrzymała Krzyż Kawalerski Orderu Odrodzenia Polski.